# Astaenomoechus americanus
Astaenomoechus americanus är en skalbaggsart som beskrevs av Antoine Boucomont 1936. Astaenomoechus americanus ingår i släktet Astaenomoechus och familjen Hybosoridae. Inga underarter finns listade.